# Хачатрян, Кристине Амаяковна
Кристине Амаяковна Хачатрян (арм. Քրիստինե Խաչատրյան; род. 18 ноября 1989, Ленинакан) — армянская лыжница, участница зимних Олимпийских игр 2010 года в Ванкувере, чемпионка Армении.

## Карьера
В Кубке мира Хачатрян никогда не выступала. В 2010 году была чемпионкой Армении в спринте.
На Олимпиаде-2010 в Ванкувере была 75-й в гонке на 10 км свободным стилем.
За свою карьеру принимала участие в одном чемпионате мира, на чемпионате мира 2009 года в Либереце заняла 94-е место в спринте свободным ходом.